# Distinto amanecer
Distinto amanecer és una pel·lícula mexicana de 1943, dirigida per Julio Bracho i protagonitzada per Andrea Palma i Pedro Armendáriz. Està basada en l'obra La Vida Conjugal de Max Aub, amb diàlegs de Xavier Villaurrutia

## Sinopsi
Un líder sindical és assassinat per ordres del corrupte governador Vidal. Octavio (Pedro Armendáriz), company del líder assassinat, cerca uns documents que comprometen a l'assassí. Perseguit pels esbirros de Vidal, Octavio es troba amb Julieta (Andrea Palma), una antiga companya de la universitat de la qual va estar enamorat. Julieta l’acompanya en la cerca dels documents, mentre es debat entre l'amor que sent cap a ell i el compromís que té amb la seva família.

## Repartiment
- Pedro Armendáriz com Octavio.
- Andrea Palma com Julieta.
- Alberto Galán com Ignacio Elizalde
- Narciso Busquets com Juanito.
- Enrique Uthoff coo Vidal.

## Comentaris
Distinto amanecer és un exemple clàssic del cinema mexicà de la primera etapa de l'època d'or. El film del director Julio Bracho —un intel·lectual d'extracció teatral— posseeix una excel·lent factura tècnica i destaca per la seva encertada combinació d'excel·lents actuacions i una trama d'actualitat ambientada esplèndidament en locaciones reals, una cosa inusual per al cinema que s'havia fet fins a aquest moment.
Lloada per la crítica mexicana com una de les millors pel·lícules del seu temps, Distinto amanecer mostra un cinema mexicà allunyat dels estereotips rurals que es van popularitzar arran de l'èxit d'Allá en el Rancho Grande (1936). La gran protagonista d'aquesta cinta és la ciutat -la metròpolis en què s'estava convertint la capital mexicana-, amb els seus ambients sòrdids i personatges corruptes. Si Ciutat de Mèxic s'estava tornant un lloc cosmopolita, el cinema que es produïa en ella reflectia aquesta transformació.
En acabar la dècada dels quaranta, els ambients rurals acabarien per cedir el passo als entorns urbans, enmig dels quals sorgirien noves estrelles, com David Silva, Pedro Infante o Ninón Sevilla, els qui encarnarien als obrers i cabareteres, arquetips de la nova realitat urbana del país.
La cinta ocupa el lloc 22 entre les 100 Millors Pel·lícules del Cinema Mexicà, d'acord amb l'opinió d'especialistes de la revista Somos.